# 헤어 아이언

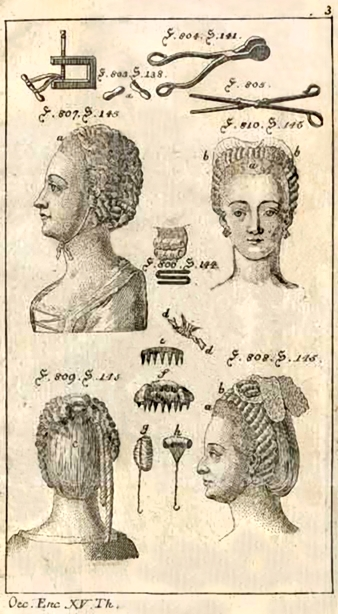
상단의 고대(또는 역사적인) 헤어 아이론 이미지

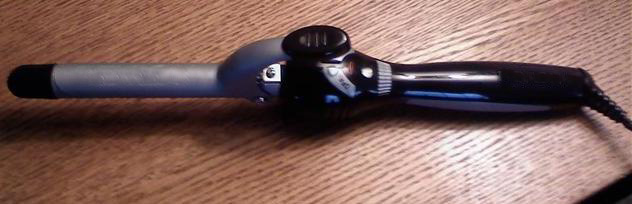
헤어 아이언

헤어 아이언(영어: hair iron 또는 hair tong) 또는 고데기(こて+기(機))는 열 힘으로 머리 모양을 바꿀 수 있는 도구이다. 손잡이 부분과 열이 발생하는 다리미 부분으로 나뉜다.
대부분의 모델에는 전기 가열 장치가 있다. 무선 고데기나 고데기는 일반적으로 부탄을 사용하며, 일부 고데기는 펴는 데 최대 30분까지 지속될 수 있는 배터리를 사용한다. 이러한 도구를 과도하게 사용하면 모발에 심각한 손상을 줄 수 있다.
젖은 머리카락에 사용시 머리카락 손상이 올 수 있으며 높은 온도로 사용시 머리카락과 두피에 손상이 갈 수 있다. 이를 줄일려면 열방향보호제를 발라 손상을 줄일 수 있다.

## 종류

### 컬링 아이론
다양한 방식으로 머리카락에 웨이브나 컬을 형성하는 데 사용되는 기기이다. 현대의 컬링 아이론은 배럴의 직경, 재질, 형태, 핸들의 유형 등에 따라 다양한 종류가 존재한다.
배럴의 직경은 보통 0.5인치(약 1.3cm)에서 2인치(약 5.1cm)까지 다양하며, 작은 직경의 배럴은 나선형 컬이나 잔 컬을 만드는 데 적합하고, 큰 직경의 배럴은 머리카락에 볼륨감과 자연스러운 웨이브를 부여하는 데 사용된다.
컬링 아이론은 주로 세라믹, 금속, 테플론, 티타늄, 토르말린 등의 재질로 제작된다. 배럴의 형태는 원뿔형, 역원뿔형, 원통형 등이 있으며, 브러시 부착형, 이중 혹은 삼중 배럴이 있는 제품도 존재한다.
핸들 방식 또한 다양하여, 스프링 방식(spring-loaded), 마르셀 방식, 클립이 없는 방식으로 구분된다. 스프링 방식은 가장 일반적으로 사용되며, 스프링의 힘으로 배럴의 클램프(clamp)를 작동시킨다. 마르셀 방식은 사용자가 직접 압력을 가해 클램프를 조작하는 방식이다. 클립이 없는 제품은 클램프 없이 단순히 봉 형태의 배럴에 머리카락을 감는 방식으로, 대부분의 제품에는 화상을 방지하기 위해 케블라 소재의 장갑이 함께 제공된다.

### 플랫 아이론
열을 이용하여 머리카락을 곧게 펴는 기기이다. 이 장치는 모발의 피질에 존재하는 수소 결합을 열로 분해함으로써 머리카락이 본래의 곱슬거리거나 굽은 형태를 유지하지 못하도록 한다. 단, 수소 결합은 수분에 의해 다시 형성될 수 있으므로, 머리카락이 물에 젖으면 원래의 형태로 돌아갈 수 있다.
스트레이트너의 열판은 주로 세라믹, 티타늄, 토르말린, 테플론 등의 재질로 제작된다. 저가형 제품은 열판에 단일 세라믹 코팅을 사용하는 반면, 고급형 제품은 다층 코팅 또는 100% 세라믹 열판을 채택하여 보다 균일한 열 분포와 모발 손상의 최소화를 도모한다. 또한, 일부 제품에는 일정 시간이 경과하면 자동으로 전원이 차단되는 기능이 내장되어 있어 화재 예방 등 안전성을 높이고 있다.
현대적인 전기식 스트레이트너가 보급되기 이전에는 금속 빗을 가열하여 사용하는 방식이 일반적이었다. 19세기 후반, 프랑스의 마르셀 그라토(Marcel Grateau)는 열을 가한 금속 빗을 이용한 스트레이트닝 도구를 소개하였으며, 이후 미국의 마담 C.J. 워커(Madame C.J. Walker)는 이러한 도구에 화학적 두피 처리제와 스트레이트닝 로션을 결합한 시스템을 개발하고 대중화하였다. 같은 시대의 애니 말론(Annie Malone)은 열을 이용한 빗(핫 콤)의 특허를 낸 인물로 알려져 있다.
20세기 중반까지도 여성들은 다리미를 이용하여 머리카락을 펴는 방법을 사용하기도 하였다. 1909년에는 아이작 K. 셰로(Isaac K. Shero)가 서로 맞닿는 두 개의 평평한 금속판을 가열하여 사용하는 최초의 스트레이트너를 특허 등록하면서, 오늘날의 플랫 아이론 형태가 자리 잡기 시작하였다.
이후 세라믹 소재와 전기 기술이 도입되면서 온도 조절이 가능해졌고, 기기의 크기 또한 다양해졌다. 2013년에는 세라믹 열판을 갖춘 스트레이트너 브러시가 특허 등록되었으며, 2015년에는 샤론 라비가 'DAFNI' 브랜드를 통해 세계 최초의 스트레이트닝 브러시 제품을 출시하였다. 이 제품은 기존 플랫 아이론보다 넓은 표면적을 갖고 있어 보다 빠른 스타일링이 가능하다는 장점이 있다.

### 크림핑 아이론
머리카락에 지그재그 형태의 굴곡을 만들어 스타일링하는 기기이다. 이 장치는 양쪽 열판에 톱니 모양의 굴곡이 있어, 모발을 눌렀을 때 일정한 패턴의 웨이브가 형성되도록 설계되어 있다. 그 결과는 작은 땋은 머리를 풀었을 때 남는 자국과 비슷한 외형을 만들어낸다.
크림퍼는 열판의 굴곡 크기에 따라 다양한 크기로 제작되며, 굴곡이 클수록 큰 웨이브가, 굴곡이 작을수록 잔잔한 웨이브가 연출된다.
이 스타일은 1980년대와 1990년대에 특히 유행했으며, 최근에는 헤어 뿌리에 볼륨을 주기 위한 용도로도 일부 사용되고 있다.

## 같이 보기
- 헤어 드라이어
- 헤어 롤러